# Михайлов, Василий Михайлович (Герой Советского Союза)
Василий Михайлович Михайлов (1921—1944) — советский военный лётчик, участник Великой Отечественной войны, майор. Герой Советского Союза (медаль № 3514).

## Биография
Родился 10 января 1921 года в городе Воткинск (Удмуртская Республика) в семье рабочего. Член ВКП(б) с 1942 года.
Воевал в составе 672-го ночного бомбардировочного полка (с июля 1942 года — 672-й штурмовой авиационный полк). К декабрю 1943 года совершил 120 успешных боевых вылетов, сбил четыре вражеских самолёта.
Указом Президиума Верховного Совета СССР «О присвоении звания Героя Советского Союза офицерскому составу военно-воздушных сил Красной Армии» от 4 февраля 1944 года за «образцовое выполнение боевых заданий командования на фронте борьбы с немецкими захватчиками и проявленные при этом отвагу и геройство» был удостоен звания Героя Советского Союза с вручением ордена Ленина и медали «Золотая Звезда» (№ 3514).

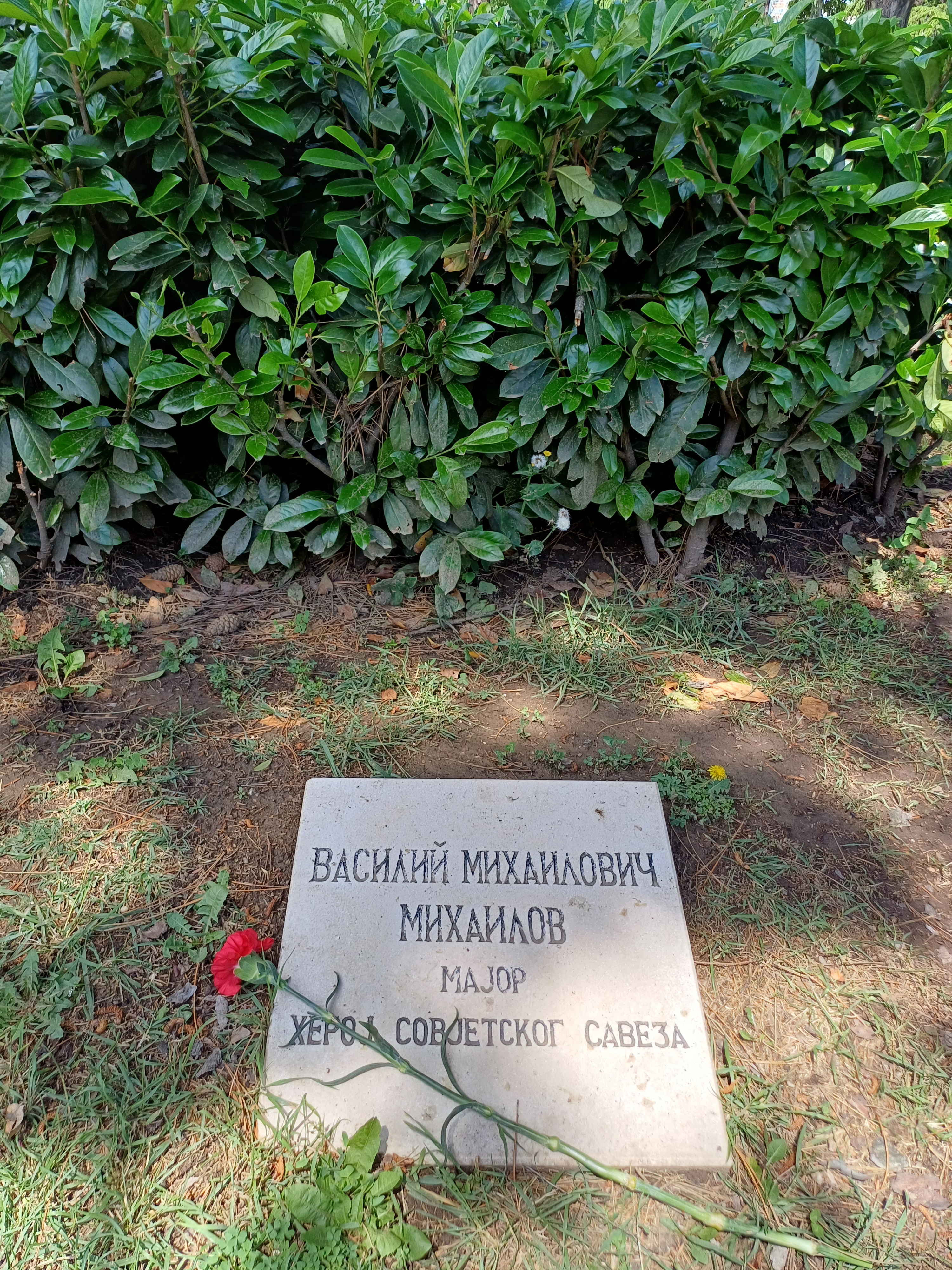
Могила Василия Михайлова.

19 ноября 1944 года, когда советская армия вела бои на территории Югославии, во время выполнения очередного боевого задания самолёт Василия Михайлова был подбит. Привёл поврежденный самолёт на свой аэродром. Во время выполнения посадки самолёт на малой высоте внезапно потерял управление и упал на землю. Получил тяжёлое ранение головы, спасти его не удалось.
Похоронен в Белграде (Сербия) на Кладбище освободителей Белграда.

## Награды
- Медаль «Золотая Звезда»;
- орден Ленина;
- два ордена Красного Знамени;
- орден Александра Невского;
- орден Отечественной войны 1-й степени;
- медали.